# Pista pectinata
Pista pectinata är en ringmaskart som beskrevs av Anne D. Hutchings 1977. Pista pectinata ingår i släktet Pista och familjen Terebellidae. Inga underarter finns listade i Catalogue of Life.